# سینفونیا کنسرتانته برای ویولن، ویولا و ارکستر
سینفونیا کنسرتانته در می بمل ماژور ک. ۳۶۴ در سال ۱۷۷۹ نوشته شد. در هنگام تصنیف اثر، موتسارت در سفر به سر می‌برد که مقاصد آن مانهایم و پاریس بودند. او قبلاً نیز تجربهٔ نوشتن این فرم از قطعه را داشت و این اثر را می‌توان موفق‌ترین اثر وی در این فرم میان سمفونی و کنسرتو دانست.

## سبکِ اثر و عناصر
اثر در سه موومان برای تک‌نوازانِ ویولن و ویولا، دو ابوا، دو هورن، و ارکستر زهی نوشته شده‌است. نکتهٔ جالب توجه این است که پارت ویولای آن در رِ ماژور (به‌جای می بمل ماژور) نوشته شده‌است. در سازهای قدیمی، برای اجرای این قطعه، ویولا را، برای صدادهی شفاف‌تر، نیم پرده زیرتر کوک می‌کرده‌اند، ولی امروزه این کار مرسوم نیست.

## استفاده در فیلم‌ها
مومان دوم آن در فیلم اوزاک به کار رفته و لحظات کوتاهی از موومان اول نیز در فیلم آمادئوس شنیده می‌شود.